# Antonio Camponovo
Antonio Camponovo Pagano (Mendrisio, 17 de abril de 1853- Buenos Aires, 1938) fue un arquitecto y urbanista nacido en Suiza. Desarrolló gran parte de su obra en Bolivia, donde llegó a diseñar importantes edificios estatales y privados para personajes acaudalados de la época.

## Biografía
Nació en Mendrisio (Suiza), siendo hijo de David Camponovo y Teresa Pagano. Realizó sus estudios y obtuvo su título en Arquitectura por la Universidad de Turín.

## Obra
Una gran parte de su obra se desarrolló en Bolivia, donde construyó importantes edificios señoriales y estatales.
Fue parte de una familia de arquitectos e ingenieros junto a su hermano Miguel Camponovo, quienes llegaron a Bolivia junto a la ola migratoria de la época estableciendo el inicio de la familia en Bolivia.

## Edificios realizados
Algunos de sus edificios más emblemáticos se construyeron en las ciudades de La Paz, Sucre y Tarija, y son actualmente  bienes del patrimonio cultural boliviano de valor monumental, entre ellos tenemos:
- Banco Argandoña hoy en día Banco Nacional de Bolivia S.A -  Año 1872 en Sucre.
- Inmueble Familia Dulón, hoy en día inmueble Familia Heredia y Federación de Choferes Chuquisaca - Año 1882 en Sucre.
- Inmueble Familia Larreategui, hoy en día inmueble Banco Sol S.A. -  Año 1885.
- Palacete del Guereo - Año 1891, en Sucre.
- Inmueble Familia Bouvier hoy en día Familia Torricos / Museo el Tesoro - Año 1891
- Castillo de La Glorieta - Año 1897, en Sucre.
- Palacio Nacional o de Gobierno junto a Julios Pinkas - Año 1892, en Sucre.
- Palacio Quemado en el remozamiento de los interiores y refacciones y reformas de la techumbre, en La Paz - Años 1923 a 1925.
- Inmueble Familia Entrambasaguas hoy en día Familia Giménez - Año 1890
- La Casa Dorada, en Tarija - 1903
- Arcos del Triunfo junto a su obelisco en el Rosedal hoy Parque Bolívar de Sucre- Mayo 1909.
- Obelisco de la plazuela Libertad de Sucre - Mayo 1909
- Puente Sucre sobre el río Pilcomayo  junto a Julios Pinkas, Julio Knaudt y Luis Soux, departamentos de Chuquisaca y Potosí - Año 1892.
- Palacio Legislativo antiguo de La Paz - Año 1905.
- Catedral de La Paz[4]- Año 1925.
- Teatro Saavedra de La Paz en el remozamiento y ampliación de su fachada - Año 1910.